# Бойчук Василь Іванович
Василь Іванович Бойчук (нар. 3 червня 1953, село Іллінці, тепер Снятинського району Івано-Франківської області — 4 червня 2018, курорт Ая-Напа, Кіпр) — український учений фізик-теоретик. Доктор фізико-математичних наук (1995), професор. Академік АН ВШ України з 2009 р.

## Біографія
Народився у селі Іллінці Снятинського району Івано-Франківської обл. У 1960—1970 рр. навчався в Іллінецькій середній школі, яку закінчив із золотою медаллю.
У 1970—1975 роках навчався у Чернівецькому державному (тепер національному) університеті, отримавши диплом з відзнакою. Цього ж року вступив до аспірантури при кафедрі теоретичної фізики ЧДУ. У 1978—1980 роках — молодший науковий співробітник цієї кафедри.
Працював у Дрогобицькому педагогічному інституті (нині університет): з 1980 року — асистентом кафедри, з 1983 року — старшим викладачем, з 1985 року — доцентом. З 1987 року — завідувач кафедри теоретичної фізики (з 1990 року — кафедри теоретичної фізики та методики викладання фізики) Дрогобицького державного педагогічного університету імені Івана Франка.
У 1980 році захистив кандидатську, а у 1995 році — докторську дисертацію. У 1996 році йому було присвоєне звання професора.
З 1996 до 2018 року — декан фізико-математичного факультету, директор навчально-наукового інституту фізики, математики, економіки та інноваційних технологій Дрогобицького державного педагогічного університету імені Івана Франка.

## Наукова діяльність
- Автор понад 270 друкованих наукових праць, 12 навчальних посібників.
- Під керівництвом проф. Бойчука Василя Івановича захищено 2 докторські та 10 кандидатських дисертацій.
- Голова оргкомітету та співголова Програмного комітету Міжнародної школи-конференції «Актуальні проблеми фізики напівпровідників» (1997, 1999, 2001, 2003, 2005, 2008, 2010, 2013, 2016, 2018).
- Член спеціалізованої вченої ради із захисту докторських і кандидатських дисертацій Чернівецького національно університету імені Юрія Федьковича та Львівського національного університету імені Івана Франка.
- Керівник наукової школи «Теорія електронних, діркових та екситонних станів у гетеросистемах з наноплівками, квантовими точками та квантовими дротами» (засн. у 1987 році).
- Член секції фізики Західного наукового центру НАН України.

## Публікації
- Теорія взаємодії квазічастинок з фононами в обмежених кристалічних системах [Текст]: дис… д-ра фіз.-мат. наук: 01.04.10 / Бойчук Василь Іванович ; Чернівецький держ. ун-т ім. Ю.Федьковича. — Чернівці, 1995. — 317 с.

- Теорія взаємодії квазічастинок з фононами в обмежених кристалічних системах [Текст]: автореф. дис…д-ра фіз.-мат. наук: 01.04.10 / Бойчук Василь Іванович ; Чернівецький ун-т ім. Ю.Федьковича. — Чернівці, 1995. — 33 с.

- Основи теорії твердого тіла [Текст]: навч. посіб. / Василь Бойчук. — Дрогобич: Коло, 2010. — 264 с. : рис. — Бібліогр.: с. 254—256. — 500 прим. — ISBN 978-966-7996-94-9

- Електродинаміка. Частина 1: тексти лекцій [для студентів фізичних спеціальностей]. /Бойчук В. І., Білинський І. В., Лешко Р. Я. — Дрогобич: Редакційно-видавничий відділ Дрогобицького державного педагогічного університету імені Івана Франка, 2013. — 96 с.

- Електродинаміка. Частина 2 : тексти лекцій [для студентів фізичних спеціальностей]. /Бойчук В. І., Білинський І. В., Лешко Р. Я. — Дрогобич : Видавничий відділ Дрогобицького державного педагогічного університету імені Івана Франка, 2014. — 96 с.

- Електродинаміка. Частина 3 : тексти лекцій [для студентів фізичних спеціальностей]. /Бойчук В. І., Білинський І. В., Лешко Р. Я. — Дрогобич : Видавничий відділ Дрогобицького державного педагогічного університету імені Івана Франка, 2014. — 71 с.

- The Potential Energy of a Charge Near the Surface of the Spherical Semiconductor Microcrystal at the Presence of Intermediate Layer of Varying Dielectric Constant ./Boichuk V.I., Kubay R.Yu/ / Jorn. of Phisical Studies. — 1999. — V.3. — № 4. — Р. 492—497.

- Енергія одновалентного та двовалентного донора у сферичній квантовій точці / В. І. Бойчук, І. В. Білинський, Р. Я. Лешко // Науковий вісник Чернівецького університету. Фізика, електроніка. — 2008. — Вип. 420. — С. 5-11

- Поляризаційні фонони у симетричних та несиметричних плоских гетеро структурах кристалів типу вюрциту / В. І. Бойчук, В. А. Борусевич, В. Б. Гольський // Науковий вісник Чернівецького університету. Фізика, електроніка. — 2008. — Вип. 420. — С. 16-22

- Спектри дірок та акцепторів у двошаровій сферичній квантовій точці / В. І. Бойчук, І. В. Білинський, Р. Я. Лешко // Журнал фізичних досліджень. — 2010. — Т. 14, № 3. — С. 3702.

- Вплив форми квантової точки на коефіцієнт поглинання світла, зумовлений міжрівневими переходами / В. І. Бойчук, І. В. Білинський, О. А. Сокольник. // Фізика і хімія твердого тіла. — 2012. — Т. 13, № 3. — С. 586—594

- Лінійний та нелінійний коефіцієнти поглинання світла сферичною квантовою точкою з нецентральною домішкою / В. І. Бойчук, Р. Я. Лешко, І. В. Білинський, Л. М. Турянська // Фізика і хімія твердого тіла. — 2012. — Т. 13, № 2. — С. 319—324

- Off-central acceptor impurity in a spherical quantum dot / V.I.Boichuk, R.Ya Leshko, I.V.Bilynskyi, L.M. Turyanska // Condensed Matter Physics. — 2012. — Vol. 15,  № 3. — P. 33702(1)– 33702(10).

- Linear and Nonlinear Absorption Coefficient of a Spherical Quantum Dot with the off-Central Impurity/ V.I. Boichuk, R.Ya. Leshko, I.V. Bilynskyi, L.M. Turyanska//PHYSICS AND CHEMISTRY OF SOLID STATE, V. 13, № 2 (2012) P. 319—324.

- Оптичні властивості сферичної квантової точки з двома нейтральними домішками / В. І. Бойчук, І. В. Білинський, Р. Я. Лешко, Л. М. Турянська // Фізика і хімія твердого тіла. — 2013. — Т. 14, № 1. — С. 34-39

- Поглинання і люмінесценція набору квантових точок / В. І. Бойчук, Р. Я. Лешко // Актуальні проблеми фізики, математики та інформатики.— 2013. — №  — С. 66–69.

- Optical properties of a spherical quantum dot with two ions of hydrogenic impurity / V. I. Boichuk, I. V. Bilynskyi, R. Ya. Leshko, L .M. Turyanska // Physica E: Low-dimensional Systems and Nanostructures. — 2013. — Vol. 54 — P. 281—287

- Effect of quantum dot shape on the GaAs/AlAs heterostructure on intervel hole light absorption / Boichuk V.I., Bilynsky I.V., Sokolnyk O.A. , Shakleina I. О. // Condensed Matter Physics.— 2013.— Vol. 16, № 3. — Р. 33702: 1-10.

- Мілкі домішкові центри у квазінульвимірних наногетеросистемах / В. І. Бойчук, Білинський І. В., Р. Я. Лешко // Актуальні проблеми фізики, математики та інформатики. — 2014. — № 6. — С. 11–24

- Interlevel absorption of electromagnetic waves by nanocrystal with divalent impurity // V.I. Boichuk, Ya. Leshko // Condensed Matter Physics — 2014. — Vol 17, No 2. — 23703: (1-8)

- Коефіцієнт поглинання світла, зумовлений міжпідзонними переходами електронів у надґратках сферичних квантових точок / В. І. Бойчук, І. В. Білинський, Р. І. Пазюк // Журнал фізичних досліджень. — 2015. — Т. 19, № 1-2. — С. 1601-1-1601-8

- Вплив електрон-діркової обмінної взаємодії колоїдних квантових точок CdS на величину резонансного зсуву Стокса / В. І. Бойчук, Р. Я. Лешко, О. А. Сокольник // Фізика і хімія твердого тіла. — 2016. — Т. 17, № 1. — С. 11-20

- Електрична провідність у надґратках сферичних квантових точок / В. І. Бойчук, І. В. Білинський, Р. І. Пазюк // Фізика і хімія твердого тіла. — 2016. — Т. 17, № 3. — С. 320—328

- The effect of the neighboring impurity ion on the acceptor interlevel light absorption by CdSe nanocrystal // V. I. Boichuk, Ya. Leshko, V. B. Holskyi, D.S. Carpyn // Journal of Physical Studies. — 2016. — V. 20, № 3. — P. 3701(1)-(7).

- Струм спінового магнітного моменту донорного електрона у сферичній квантовій точці CdS / В. І. Бойчук, Р. Я. Лешко, І. Б. Іванчишин // Сенсор. електроніка і мікросистем. технології. — 2016. — 13, № 4. — С. 19-27

- Мінізонна електропровідність у надґратках сферичних квантових точок гетеросистеми InAs/GaAs / В. І. Бойчук, І. В. Білинський, Р. І. Пазюк // Український фізичний журнал. — 2017. — Т. 62, № 4. — С. 335—342